# Маріо Мартінес
Маріо Мартінес (ісп. Mario Roberto Martínez, нар. 30 липня 1989, Сан-Педро-Сула) — гондураський футболіст, півзахисник клубу «Реал Еспанья» та національної збірної Гондурасу.
Чемпіон Бельгії.

## Клубна кар'єра
Народився 30 липня 1989 року в місті Сан-Педро-Сула. Вихованець футбольної школи місцевого «Реал Еспанья». Дорослу футбольну кар'єру розпочав 2006 року в основній команді того ж клубу, кольори якої захищає і нині.
Протягом 2009—2013 років грав на умовах оренди у складі норвезької «Волеренги», бельгійського «Андерлехта» та американського «Сіетл Саундерз». З «Андерлехтом» виборов титул чемпіона Бельгії.

## Виступи за збірні
Протягом 2008—2012 років залучався до складу молодіжної збірної Гондурасу. На молодіжному рівні зіграв у 20 офіційних матчах, забив 10 голів.
2010 року дебютував в офіційних матчах у складі національної збірної Гондурасу. Наразі провів у формі головної команди країни 34 матчі, забивши 8 голів.
У складі збірної був учасником розіграшу Золотого кубка КОНКАКАФ 2013 року у США.
Включений до складу збірної для участі у фінальній частині чемпіонату світу 2014 року у Бразилії.

## Титули і досягнення
- Чемпіон Бельгії (1):

«Андерлехт»: 2009–10
- Переможець Центральноамериканського кубка: 2011